# Cleome omanensis
Cleome omanensis är en paradisblomsterväxtart som först beskrevs av David Franklin Chamberlain och Lamond, och fick sitt nu gällande namn av Mats Thulin. Cleome omanensis ingår i släktet paradisblomstersläktet, och familjen paradisblomsterväxter. Inga underarter finns listade i Catalogue of Life.